# Plopul, Tulcea
Plopul (în trecut Beibugeac) este un sat în comuna Murighiol din județul Tulcea, Dobrogea, România.